# Monde iranien

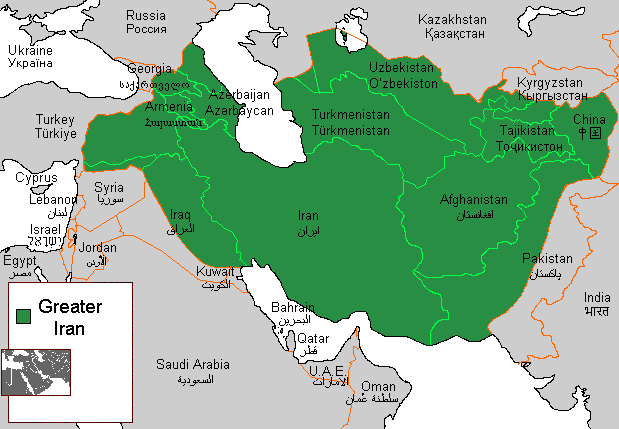
Le monde iranien.

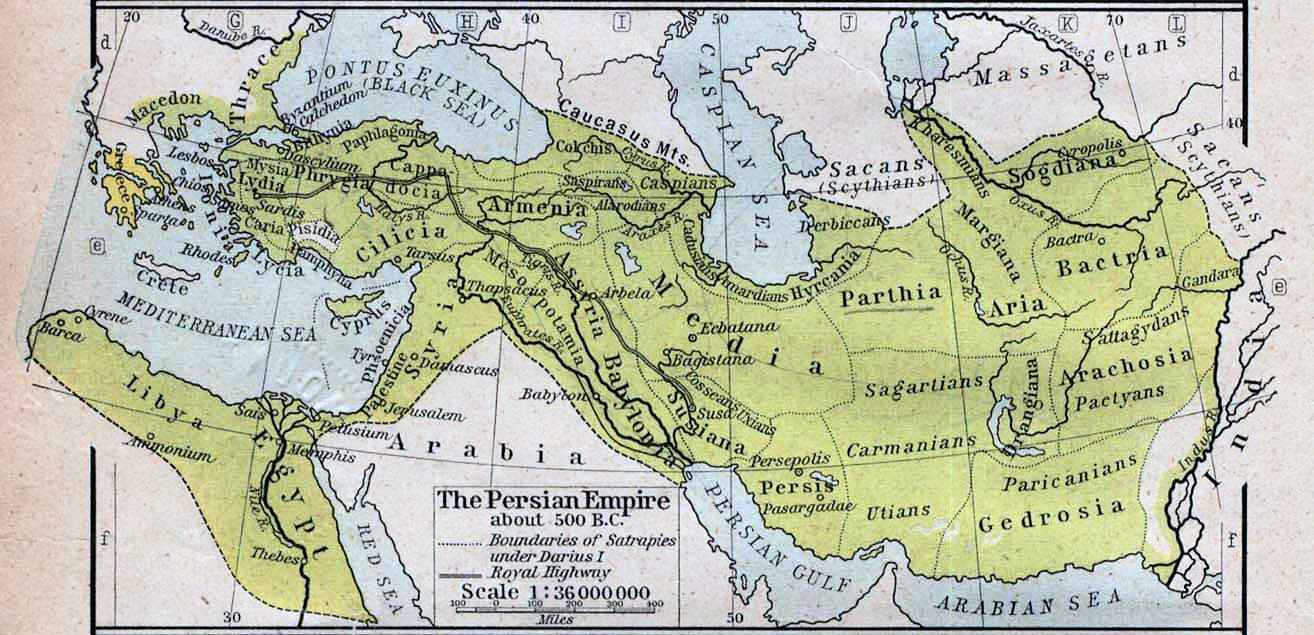
Carte du

Le monde iranien (en persan : ایران بزرگ, Iran-e Bozorg « Grand Iran », ou ایران زمین Iranzamîn, « Terre d'Iran ») est une expression qui désigne la région où les langues iraniennes étaient ou sont parlées, ainsi que les régions qui faisaient partie de la Perse et/ou de l'empire perse. 
On trouve encore l'appellation de Grand Iran. L'Encyclopedia Iranica parle aussi de Continent culturel iranien, signifiant, par là, que le Monde iranien ne se limite pas à la géographie, mais englobe également l'histoire, la culture et la science de tous les pays qui parlent ou ont parlé une langue iranienne. On a aussi utilisé d'autres expressions, telles que Grande Perse ou Continent culturel perse, particulièrement en Afghanistan et au Tadjikistan.
Traditionnellement, jusqu'à une période récente, l'ethnicité ne fut jamais un critère déterminant de séparation dans ces régions, et le « monde iranien » était plus un supra-État culturel plutôt qu'un État politique. Ce n'est qu'à l'époque moderne que les interventions coloniales occidentales et l'ethnicité sont devenues un facteur de séparation dans les provinces du monde iranien. Comme le relève[Où ?] Richard Nelson Frye :

« J'ai souvent souligné que les peuples actuels de l'Asie centrale, qu'ils soient iraniens ou turcophones, ont une seule culture, une seule religion, un seul ensemble de valeurs sociales et de traditions, et que seule la langue les sépare. »

Ainsi, durant sa longue histoire, le « Monde iranien » n'a jamais eu de frontières fixes et claires, ni même de définition précise. Alors que certaines sources incluent dans ce monde les républiques actuelles de l'Iran, de l'Afghanistan, d'Azerbaïdjan et les républiques d'Asie centrale, d'autres sources, telles que Richard N. Frye, en donnent une définition bien plus large qui regroupait « la majeure partie du Caucase, de l'Afghanistan et de l'Asie centrale, avec des influences culturelles s'étendant en Chine, en Inde et aux pays parlant une langue sémite ». Pour Frye, « L'Iran signifie toutes les terres et tous les peuples où les langues iraniennes ont été et sont parlées, et où, dans le passé, des cultures iraniennes aux multiples facettes ont existé ».

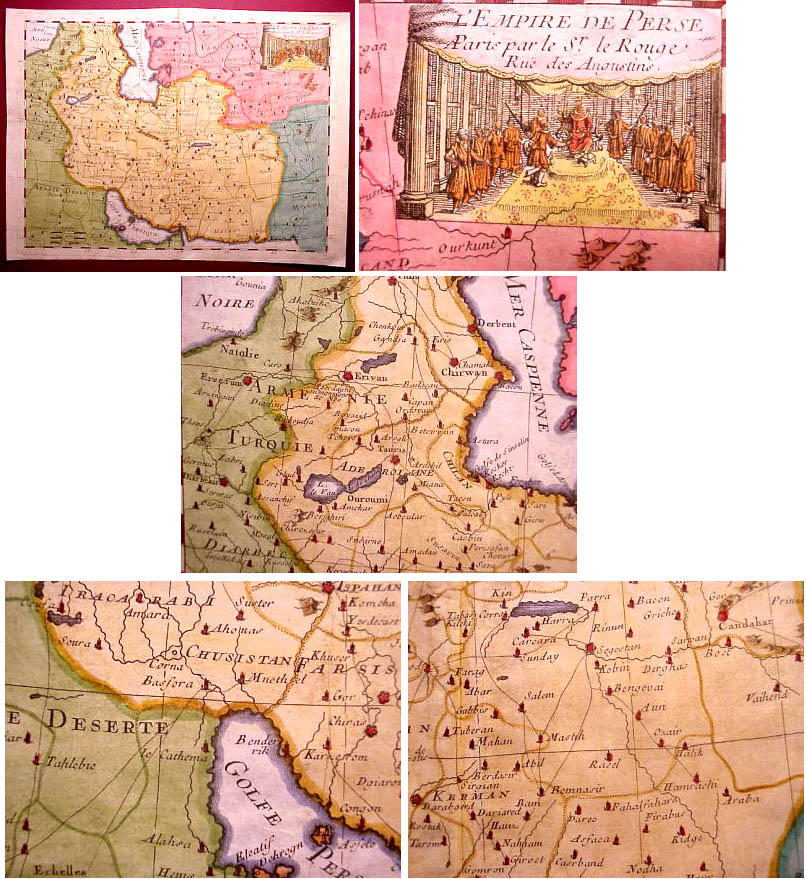
Carte française de 1748 par Le Rouge intitulée L'Empire de Perse.

Cette diversité est marquée dans le Nuzhat al-Qolub (نزهه القلوب; « Bonheur des cœurs »), du grand géographe médiéval Hamdollah Mostowfi :
چند شهر است اندر ایران مرتفع تر از همه

Combien de villes d'Iran sont au-dessus des autres,

بهتر و سازنده تر از خوشی آب و هوا

de par leur climat agréable et plein de promesses,

گنجه پر گنج در اران صفاهان در عراق

La riche Gandja d'Arran, et aussi Esfahan en Irak

در خراسان مرو و طوس در روم باشد اقسرا

Merv et Tus au Khorasan, et Konya (Aqsara) en Anatolie
Une liste détaillée de ces provinces suit dans l'article.

## Origine

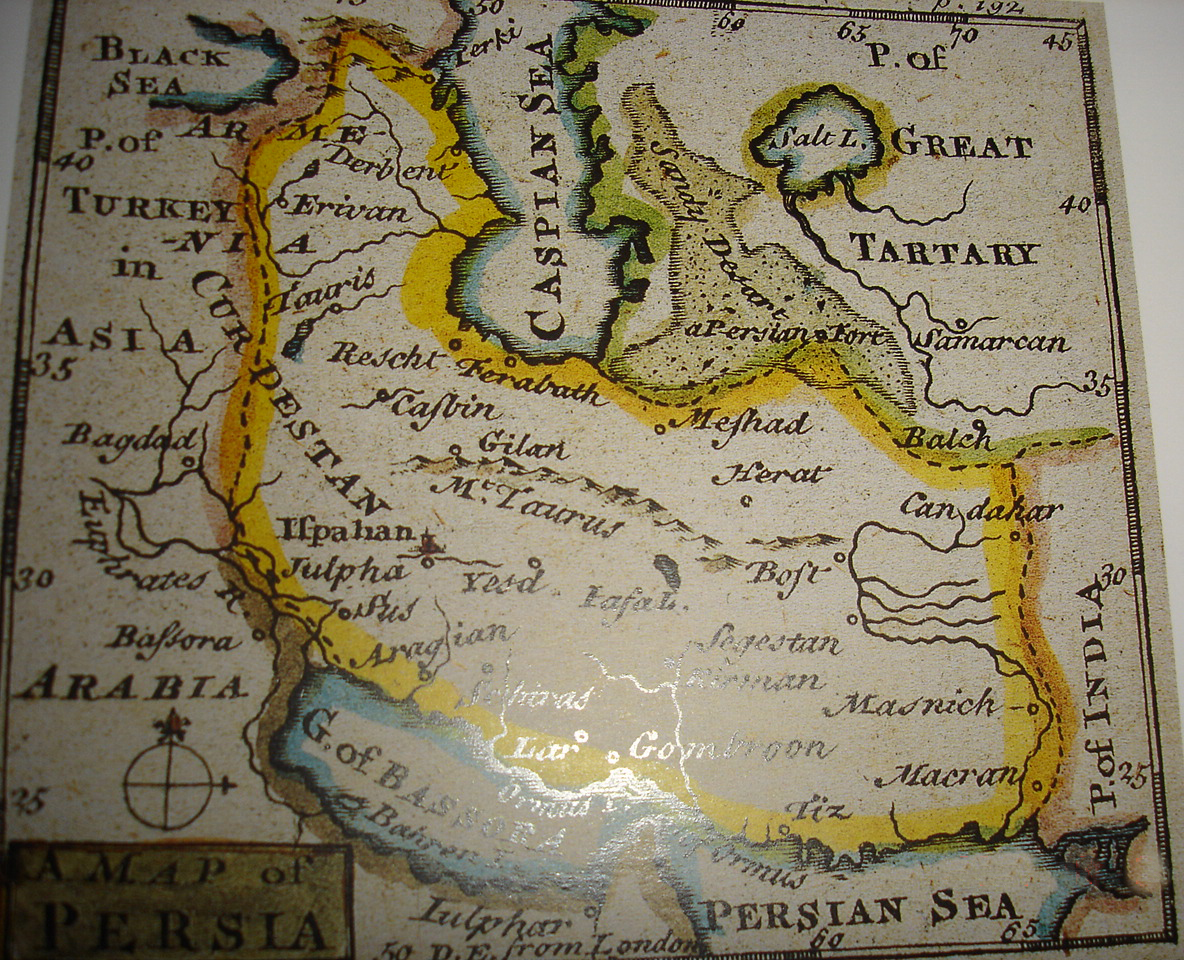
Carte du XIXe siècle représentant le monde iranien.

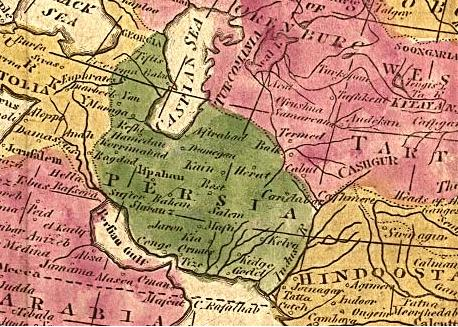
Une carte britannique de la Perse datant de 1808.

En persan, le monde iranien est appelé Iranzamin (ایران‌زمین), ce qui signifie « La terre d'Iran ». Iranzamin était dans les temps mythiques opposé au Turanzamin, la « terre du Turan », qui était situé dans la partie nord de l'Asie centrale.
Durant la période pré-islamique, les Iraniens distinguaient deux régions principales dans le territoire sur lequel ils régnaient; l'une était nommée Iran et l'autre Aniran. Par Iran, ils entendaient alors toutes les régions habitées par des peuples iraniens anciens. Cette région était beaucoup plus vaste qu'elle ne l'est aujourd'hui. L'Iran en tant que territoire (opposé à Aniran) peut être vue comme l'origine de cette notion ancienne de monde iranien. Plus tard, de nombreux changements intervinrent dans les frontières et les territoires où les vivaient les Iraniens, mais les langues et la culture sont restées un moyen de communication dans de nombreuses parties du monde iranien.
À titre d'exemple de cette unité, la langue persane était la langue littéraire principale et la langue de la correspondance en Asie centrale (berceau du persan moderne) et dans le Caucase avant l'occupation par les Russes. De plus, d'après le gouvernement britannique, le persan était aussi utilisé au Kurdistan irakien avant le mandat de la Grande-Bretagne entre 1918 et 1932.
Avec l'Empire russe avançant régulièrement vers le sud au cours de deux guerres contre la Perse, les traités de Turkmantchai et du Golestan à propos des frontières occidentales, la mort inattendue de Abbas Mirza en 1833, le meurtre du grand vizir de Perse (Mirza Abol Qasem Qa'im Maqām), beaucoup de khanats d'Asie centrale commencèrent à perdre espoir dans un soutien de la Perse contre les armées du Tsar. Les troupes russes occupèrent les côtes de la mer d'Aral en 1849, Tachkent en 1864, Boukhara en 1867, Samarcande en 1868, Khiva et l'Amou-Daria en 1873.

## Traités
- Traité de Golestan de 1813 : l'Iran perd le contrôle sur de nombreux territoires du Caucase.
- Traité de Turkmantchai de 1828 : signé par Fath Ali Chah Qadjar. La Russie impériale gagne la souveraineté sur le Caucase.
- Traité de Paris de 1856 : signé par Nassereddine Chah. L'Iran perd Hérat et des parties de l'Afghanistan en échange de l'évacuation des ports du sud de l'Iran par la Grande-Bretagne.
- Traité d'Akhal de 1881 : signé par Nassereddine Chah. L'Iran perd Merv et des parties du Khwarezm en échange de garanties de sécurité de la part de la Russie impériale.
- 1893 : l'Iran perd de nouveau des régions proches de la rivière Atrak qui lui avaient été donnée dans le traité d'Akhal. Ce traité fut signé par le général Boutsoff et Mirza Ali Asghar Amin al-Sultan le 27 mai 1893.
- 1970 : l'Iran abandonne sa souveraineté sur Bahreïn à la Grande-Bretagne en échange des îles situées dans le golfe Persique.

## Provinces du monde iranien

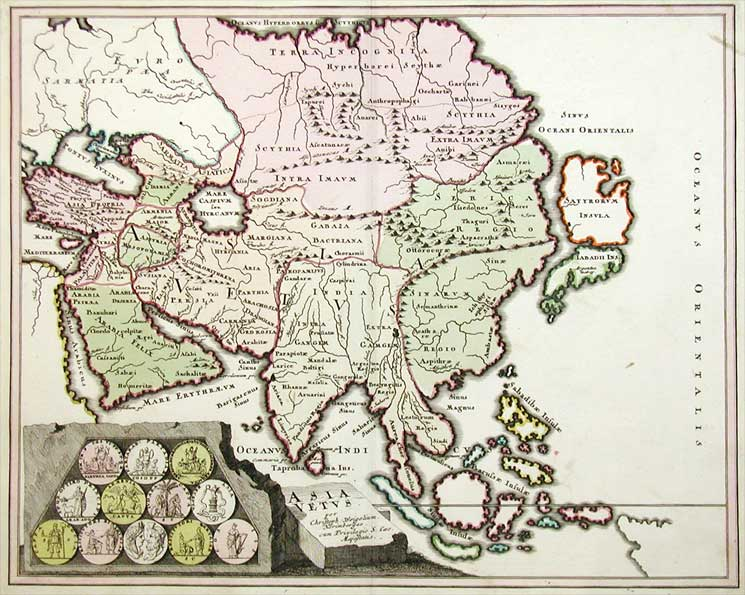
Carte représentant l'Asie centrale datant de 1719.

### Asie centrale
« Le Khwarezm est une des régions de l’Iran-zamin, et le lieu d'origine des anciens Iraniens, Airyanem Vaejah, d'après le livre antique de l'Avesta ».

#### Tadjikistan
L'hymne national du Tadjikistan, « Surudi milli », atteste de l'identité perso-tadjike, qui a connu une renaissance après l'éclatement de l'URSS. La langue tadjike est pratiquement identique à celle qui est parlée en Afghanistan et en Iran, et les villes tadjikes portent des noms persans, par exemple Douchanbé, Isfara, et Kolyab.

#### Afghanistan
Les Afghans tirent une grande fierté d'être des proches descendants des Aryens ou, plus précisément des Ariana —prononciation grecque de Airyanem Vaejah en avestique ou de « Aryavarta » en sanskrit, qui signifient « Terre des Aryens ». Aujourd'hui cette expression en vieux-persan ou en avestique est préservée dans le nom de la compagnie aérienne nationale afghane, Ariana Airlines. L'expression « Ariana Afghanistan » est toujours populaire dans le pays.
L'Afghanistan faisait partie du Khorassan, et était donc connu sous le nom de Khorassan (avec les régions situées autour de Merv et Nishapur), ce qui en persan signifie « la terre orientale » (خاور زمین en persan). C'est en Afghanistan que se trouve Balkh, ville natale de Djalâl ad-Dîn Rûmî, de Khajeh Abdollah Ansari et de nombreux autres figures de la littérature persane. La langue dari — largement répandue et parlée en Afghanistan — est un dialecte très proche du persan.
Finalement, Nassereddine Chah perdit le contrôle de Hérat au profit des britanniques en 1857.
ززابل به کابل رسید آن زمان
Il arriva depuis Zabol à Kaboul en ces temps-là,
گرازان و خندان و دل شادمان
goguenard, joyeux et hilare
– Ferdowsi dans le Livre des Rois.

#### Turkménistan
Lieu d'origine de l'Empire parthe, Merv (Turkménistan) est aussi l'endroit où le calife abbasside Al-Ma’mūn transféra sa capitale afin d'éloigner le centre du califat des territoires de langue arabe. Le nom de la ville d'Achgabat signifie en persan « ville de l'amour », et, comme l'Iran, l'Afghanistan et l'Ouzbékistan, le Turkménistan faisait autrefois partie de l'Airyanem Vaejah.

#### Ouzbékistan
Les célèbres villes de Afrassiab, Boukhara, Samarcande se trouvent en Ouzbékistan. De nombreux experts voient dans ces villes le lieu de naissance du persan moderne[réf. nécessaire]. Les Samanides, qui se réclamaient de l'héritage des Sassanides ont construit leur capitale ici.
ای بخارا شاد باش و دیر زی
Oh Boukhara ! Joie et longue vie à toi !
شاه زی تو میهمان آید همی
Ton roi vient vers toi.
– Roudaki.

#### Chine occidentale
Les régions du Xinjiang en Chine ont accueilli une population perse et leur culture.

### Kurdistan
Les régions kurdes en Irak et en Turquie sont mêlées à la culture et à l'histoire du monde iranien. Les Kurdes et les Lors d'Iran sont répartis dans de nombreuses provinces et seraient des descendants des tribus aryennes de l'Antiquité. Ardachir Ier de Perse était de mère kurde, originaire de la tribu Shabankara de la province du Fars.

### Inde
Pendant 800 ans, le persan fut la langue de l'Inde avant la colonisation anglaise, et ce pays constituait une partie du monde iranien. L'Inde présente encore aujourd'hui les influences persanes culturelles, civilisationnelles, artistiques voire linguistiques, dans son corpus culturel. Pour contrer l'influence iranienne dans le sous-continent indien, les Anglais se sont évertués à remplacer le persan par l'anglais comme langue officielle — ce qui n'a pas été sans difficulté.

### Nord-ouest du Pakistan
De nombreux vestiges de l'architecture iranienne existent toujours dans cette région (p. ex. mosquée de Wazir-Khan à Lahore) et plus d'un million de locuteurs de persan oriental vivent encore dans cette région. Le penseur et poète Mohamed Iqbal, originaire de Lahore est considéré comme un des grands noms de la littérature persane.
Toutefois, ces régions sont plus considérées comme des terres persanophones plus que des régions directement associées avec le monde iranien[pas clair].

### Régions du Caucase
On trouve des vestiges sassanides loin dans le nord du Causase, jusqu'à Darband, maintenant en Russie du sud — les mots Daghestan et Darband sont d'ailleurs tous deux d'origine perse. Ces régions ont été annexées par la Russie impériale au cours des XVIIIe siècle et XIXe siècle. Encore aujourd'hui, elles gardent leur identité iranienne, comme on peut le voir dans leurs traditions et coutumes, par exemple la célébration du Norouz.

#### Azerbaïdjan
L'Azerbaïdjan a été séparé de l'Iran au milieu du XIXe siècle, en vertu du traité de Golestan et du Traité de Turkmanchai. La ville de Bakou (Bād-kubeh) porte également un nom d'origine perse. Le mot Azerbaïdjan lui-même dérive du vieux perse « Azar-Padegan » (Atropatan). Malgré l'annexion de cette région par la Russie impériale, la plus grande partie de l'Azerbaïdjan reste aujourd'hui territoire Iranien.
گزیده هر چه در ایران بزرگان
زآذربایگان و ری و گرگان
Tous les nobles et grands d'Iran
viennent d'Azerbaïdjan, de Rey et de Gorgan.
– Vis et Ramin

#### Arménie
L'Arménie était une province du monde iranien depuis l'époque de l'empire achéménide,. L'Iran compte toujours une minorité arménienne non négligeable.

#### Nakhitchevan
Tôt dans l'antiquité, Narseh de Perse fit construire des fortifications dans cette région. Beaucoup plus tard, des figures intellectuelles et littéraires de la dynastie Kadjar furent originaires du Nakhitchevan. Cette région a elle aussi été séparée de l'Iran au milieu du XIXe siècle, en vertu des traité de Golestan et de Turkmanchaidu.
که تا جایگه یافتی نخچوان
Oh! Nakhchivan, tu as gagné le respect,
بدین شاه شد بخت پیرت جوان
Que ta chance continue avec ce roi.
– Nizami

#### Géorgie et Ossétie

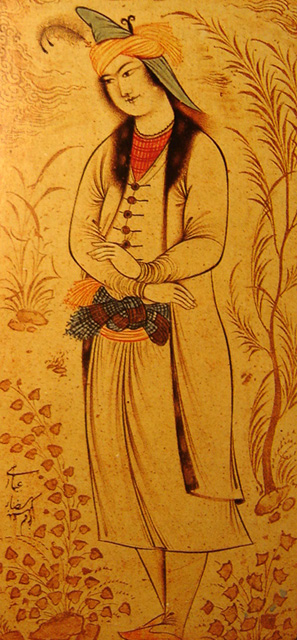
Prince Muhammad-Beik de Géorgie, 1620. L'artiste est Reza Abbassi. La peinture est conservée au Musée d'Art islamique de Berlin (Museum Für Islamische Kunst).

La Géorgie, ou « Gorjestan » était une province perse à l'époque sassanide (plus particulièrement depuis Hormizd IV). À l'époque Séfévides, les liens de la Géorgie avec l'Iran sont devenus si étroits que les Géorgiens remplacèrent presque les Qizilbash dans les cours séfévides. Le persan était même la langue administrative officielle de la Géorgie à l'époque de Tahmasp Ier et Allahverdi Khan — à qui on doit la construction du fameux pont « Si-o-se pol » à Ispahan et qui faisait partie de l'élite géorgienne dans le gouvernement séfévide. La Géorgie fut une province perse de 1629 à 1762, date à laquelle l'influence russe commença à se faire sentir.
Tout cela est particulièrement vrai pour la « Géorgie orientale », région historiquement liée au sud qui la soutenait, alors que la Géorgie occidentale cherchait son soutien au nord. La ville de « Teflis » (aujourd'hui Tbilissi) fut persanisée pendant une certaine période. Le kadjar Abbas Mirza passa quelque temps dans cette ville.
Finalement, la Perse fut incapable de faire face à la Russie en Géorgie et elle abandonna officiellement ses vues sur ce pays lors de la signature des traités Golestan et de Turkmanchai.

#### Irak moderne
L'Irak fut autrefois la partie occidentale du monde iranien. À certaines périodes, cela incluait même ce qui est maintenant l'est de l'Irak, puisque c'est là que se trouvait Ctésiphon, la capitale Sassanide. On trouve toujours dans l'Irak contemporain des villes dont le nom perse est encore en usage (p. ex. Al-Anbar). Même après que l'Irak fut arabisé, la présence perse resta notable et même dominante à certaines périodes, puisque de nombreux saints chiites sont enterrés à Nadjaf et Kerbala. Finalement, les Séfévides ont perdu le contrôle de ces régions au profit de l'Empire ottoman.

#### En français
- Équipe de recherche monde iranien du CNRS.
- Institut Français de Recherche en Iran (IFRI).
- analyse de la société et de la politique contemporaine du monde iranien.

#### En persan
- Entrevue : où il est question de « Iran-e Bozorg » * (2).
- (3).